# 棒果森林榕
棒果森林榕（学名：Ficus neriifolia var. trilepes）为桑科榕属下的一个变种。

## 扩展阅读
- 維基物種上的相關：棒果森林榕